# Luchtruim
Luchtruim is de term die algemeen gebruikt wordt om de ruimte boven het aardoppervlak aan te geven waarin luchtverkeer kan plaatsvinden. In feite is dit zowat alles tot en met de stratosfeer, dat wil zeggen tot een hoogte van ongeveer 50 km. Dit luchtruim is internationaal gereguleerd op basis van geldende voorschriften uitgevaardigd door de ICAO, de internationale organisatie voor de burgerluchtvaart. Daarenboven bepaalt de overheid van ieder land afzonderlijk hoe deze in het eigen luchtruim worden ingevuld. Op Europese schaal is inmiddels het project Single European Sky (SES) in uitwerking, waarbij de oude nationale landsgrenzen worden uitgevaagd en functionele luchtruimblokken (FAB) worden gecreëerd die zowel de natuurlijke trajecten van de vliegtuigen herbergen als de luchtverkeersleiding vergemakkelijken.

## Luchtruimcategorieën ingesteld door de ICAO
De internationale organisatie voor de burgerluchtvaart (ICAO) heeft zeven luchtruimcategorieën vastgesteld. Boven België en Nederland komen er vijf voor. Het is als het wegennet, met bebouwde kom, interlokale wegen en snelwegen. De luchtverkeersleiding zorgt bij wijze van spreken voor de verkeersborden en andere wegsignalen.

### Categorie A
In klasse A luchtruim mag alleen IFR worden gevlogen en wordt het vliegverkeer gesepareerd door de luchtverkeersleiding. In Nederland bestaat onder meer de CTA Amsterdam (CTA staat voor control area) uit klasse A luchtruim. Ook airways, snelwegen in de lucht, zijn in de meeste gevallen klasse A. Piloten vliegen er niet op zicht, maar op de instrumenten en er is geen snelheidsbeperking. Een transponder aan boord zendt desgevraagd een Identificatie-code en hoogte uit. VFR vluchten zijn nooit toegestaan.

### Categorie B
Categorie B staat wel VFR vluchten toe. Tot klasse B behoren gecontroleerde gebieden, evenals de belangrijke Terminal Control Areas (TMA's), die boven en rond grote luchthavens liggen. Er wordt verkeersleidingsdienst verstrekt en een klaring (clearance, boodschap met toelating, eventuele informatie en instructies van de verkeersleiding, die een deel van de geplande vliegroute toegewezen verklaart) is vereist, evenals twee-richtings radio-contact en transponder. Vliegtuigen hebben hier te maken met diverse soorten verkeerleiding: de naderingsverkeersleiding en regionale luchtverkeersleiding, voornamelijk binnen de TMA's tot vliegniveau 65, 90 of 195 (6 kilometer hoog) en regionale verkeersleiding.

### Categorie C
Rondom bepaalde luchthavens bevinden zich luchtruimgebieden van categorie C, (Control Region of 'CTR'), een koker met een doorsnee van doorgaans 15 zeemijl en vanaf de grond een kilometer hoogte.
De vliegtuigen krijgen hier aanwijzingen via twee-richting radiocontact met de verkeersleiding die opereert vanuit de verkeerstoren. Vliegen op zicht mag als het weer dat toelaat (zichtbaarheid vijf kilometer, en afstand van wolken 1500 meter horizontaal en 300 meter verticaal) en de piloot zich houdt aan de snelheidslimiet van 250 knopen (250 zeemijl per uur). De verkeersleiders zorgen ervoor dat IFR vluchten gesepareerd worden van IFR en VFR vluchten. VFR vluchten onderling worden niet gesepareerd., door de ICAO standaard separaties toe te passen.

### Categorie D
Categorie D bestaat uit onderdelen van categorie B en C, waar enkel instrument-vluchten van elkaar worden gescheiden en de maximumsnelheid 250 knopen bedraagt. VFR vluchten hebben een klaring van de verkeersleiding nodig om categorie D luchtruim in te vliegen, en op verzoek krijgen VFR-vluchten informatie over ander verkeer.

### Categorie E
E is een variant van D, waar alleen advies wordt gegeven. Het onderste deel van de meeste Terminal Control Area's in Nederland is Categorie E.

### Categorie F
F is een variant van D, waar alleen informatie wordt gegeven. Dit bestaat niet in Nederland.

### Categorie G
Categorie G bestaat uit het resterende luchtgebied beneden het laagste standaard-vliegniveau. Vergelijk het maar met landweggetjes. Daar is geen verkeersleiding, de snelheid is tot 250 knopen beperkt, vliegen op zicht is overdag toegelaten en radio-contact is niet vereist, tenzij men op instrumenten vliegt en men van een informatiedienst is verzekerd.

### Restricties
Hiernaast zijn er nog gebieden die verboden zijn (P), gevaarlijk (D) of beperkt toegankelijk (R).
Zie: vliegverbod.